# Ctilocephala minuta
Ctilocephala minuta är en skalbaggsart som beskrevs av Moser 1918. Ctilocephala minuta ingår i släktet Ctilocephala och familjen Melolonthidae. Inga underarter finns listade i Catalogue of Life.